# 黎文𠐤
黎文𠐤（越南语：／；？—1834年，有时简写作“黎文傀”）是越南阮朝初年一位起義軍首領。他於1833年在南圻起兵反對阮朝的統治，史稱黎文𠐤之亂。

## 生平
黎文𠐤本名閉文𠐤（越南语：／），是高平土目閉文健之子。他的祖先威寿侯阮宗泰是阮朝皇室祖先阮淦的弟弟，莫朝灭亡時阮宗泰以功受封世袭高平，逐漸成為高平的望族，後因鄭主之故改姓閉。阮朝建立後，尋訪公姓後裔，高平閉氏因此獲得公姓阮祐氏的身份，閉文𠐤也改名阮祐𠐤（越南语：／）。黎文𠐤叛亂後，阮朝朝廷下令剝奪高平閉氏的公姓身份，責令他們改回閉姓，黎文𠐤一家在阮朝档案中則被改成黎文悅的姓氏。
1815年，北中部的乂安省和清化省都發生了叛亂，阮祐𠐤舉兵響應。1819年，叛亂被經略使黎文悅平定。阮祐𠐤逃往清化，向黎文悅投降。黎文悅收留并向朝廷舉薦了他。1820年，黎文悅被明命帝重新任命為嘉定總鎮。黎文𠐤被黎文悅帶往嘉定，任副衛尉一職。黎文𠐤為黎文悅的副手，在嘉定城甚有威望。從北城流放到嘉定城的罪犯，或像百姓一樣謀生，不願為百姓者都充軍，稱為「回良」（越南语：／）。這些「回良」兵都受黎文𠐤的指揮，效忠於黎文悅。
1832年，黎文悅病逝。久已對黎文悅不滿的明命帝趁機廢除了嘉定總鎮之職，將嘉定城改為藩安省（又稱嘉定省），派阮文桂為總督、白春元為布政、阮章達為按察，接管了嘉定城一切事務。隨後，白春元告發黎文悅諸多不法行為。1833年（明命十四年），明命帝下令逮捕其親屬、黨羽下獄論罪。黎文𠐤也被逮捕入獄，但不久便逃脫了。
明命十四年五月十八日夜，黎文𠐤率回良兵27人趁夜突襲布政營，俘虜白春元一家，將他們施以點天燈之刑，以告黎文悅之靈。總督阮文桂率兵增援，也被殺，唯按察阮章達與領兵官逃脫。藩安城的京兵多為黎文悅部下，便起兵叛亂，擁立黎文𠐤為主。黎文𠐤自稱大元帥，封蔡公朝、黎得力為管中軍，阮文佗、阮文宗管前軍，楊文雅、黃義書管左軍，武永錢、武永再管右軍，武永祿、阮文勃管後軍，劉信、陳文他管水軍，阮文心、阮文真管象軍。又設置諸官職，公然與明命帝對抗。法國籍巴黎外方傳教會傳教士若瑟·瑪爾香號召各地天主教徒起兵響應，聲稱要擁立故太子阮福景的兒子阮福旦（阮福美堂）為皇帝，將越南建立成一個天主教國家。占婆人以及華僑也舉兵響應。這是明命年間規模最大的叛亂。黎文𠐤又派蔡公朝等領兵出征，僅一個月內便佔領了嘉定六省。
明命帝聞變，派宋福樑為討逆左將軍、阮春為參贊，潘文璻為討逆右將軍、張明講為參贊，協同平寇將軍陳文能，率領水兵、步兵、象兵三路並進，攻打嘉定。蔡公朝向官軍投降，使局勢得到逆轉。官軍陸續收復各省，黎文𠐤被迫退保藩安城，並向暹羅求救。官軍圍攻藩安城，但城牆又高又濶，護城河也很深，傷亡慘重。暹羅國王拉瑪三世派水陸軍隊兵分五路，攻打真臘、南圻、乂安等地，皆被官軍擊敗。
同年臘月，黎文𠐤在藩安城病逝，部將推戴其子黎文鴝為主。
1835年陰曆七月，阮春、阮文仲攻破藩安城，殺死起義軍1831人，將其屍骨同埋一處，稱為「偽墓」。主謀者黎文鴝、傳教士若瑟·瑪爾香、華僑首領劉信和麥進階等六人押赴順化，以大逆罪凌遲處死。在黎文𠐤之亂被平定後，明命帝下令將黎文悅的墳墓夷平，追奪其官職和諡號，抄沒家產，子侄妻妾也都擬罪。藩安城也被夷為平地，異地重建。

### 文献
- （简体中文）陳仲金.  [《越南通史》（原文書名：《越南史略》）]. 戴可來譯. 北京: 商務印書館. 1992. ISBN 7-100-00454-3.